# A félelem országútján
A félelem országútján (eredeti cím: Breakdown) egy 1997-es amerikai akcióthriller Jonathan Mostow rendezésében, Kurt Russell főszereplésével. A film egy autóúton lévő házaspár férfi tagjának kálváriáját meséli el, akinek eltűnik a felesége.

## Cselekmény
Jeff Taylor és felesége, Amy Amerikán keresztülautózva megállnak egy benzinkútnál tankolni, majd innen továbbindulva egyszer csak lerobban a kocsijuk. Szerencséjükre egy épp arra járó kamionsofőr felajánlja a segítségét, és mivel nem tudják elindítani az autót úgy döntenek, hogy az asszony elmegy a kamionossal a következő benzinkútig segítségért, addig pedig a férfi vigyáz az autóra. Kis idő múlva a magára maradt Jeffnek mégiscsak sikerül életet csiholni a motorba és a neje után megy, megkeresni őt. Ám a legközelebbi benzinkúton nem is hallottak róla, se őt, se a kamionost nem látták. Némi tépelődés után Jeff a rendőrségen is bejelenti az asszony eltűnését, akik segítenek, de mint mondják sok embernek vész nyoma nap mint nap. Nem sokkal ezután Jeff megtalálja a kamionost is, de az tagadja, hogy valaha is találkozott volna Jeffel vagy a feleségével. Ebben az abszurd helyzetben a férfi nem látván más kiutat egymaga indul az igazság kiderítésére, de amit talál azt rémálmaiban sem gondolta volna...

## Szereplők
| Színész          | Szerep                | Magyar hang            |
| ---------------- | --------------------- | ---------------------- |
| Kurt Russell     | Jeffrey 'Jeff' Taylor | Epres Attila           |
| J. T. Walsh      | Warren 'Red' Barr     | Hollósi Frigyes        |
| Kathleen Quinlan | Amy Taylor            | Pap Vera               |
| M.C. Gainey      | Earl                  | Varga Tamás            |
| Jack Noseworthy  | Billy                 | Bozsó Péter            |
| Rex Linn         | Boyd sheriff          | Sinkovits-Vitay András |

## Érdekességek
- Ez volt a negyedik film amiben Kurt Russell és J.T. Walsh együtt játszottak.
- A J.T. Walsh által alakított kamionos kamionja egy Peterbilt 377-es.
- A főcímben feltűnő térkép Új-Mexikó közepén lévő autóutakat mutatja.
- Ez volt J.T. Walsh egyik utolsó filmje. A színész a következő évben meghalt szívinfarktusban.

## Külső hivatkozások
- A félelem országútján a PORT.hu-n (magyarul)
- A félelem országútján az Internetes Szinkronadatbázisban (magyarul)
- A félelem országútján az Internet Movie Database-ben (angolul)
- A félelem országútján a Rotten Tomatoeson (angolul)
- A félelem országútján a Box Office Mojón (angolul)